# Lijst van Joodse begraafplaatsen in Nederland
In Nederland bevinden zich van oudsher Joodse begraafplaatsen. Ze zijn verzameld op lijsten per provincie.

## Per provincie
- Lijst van Joodse begraafplaatsen in Drenthe
- Lijst van Joodse begraafplaatsen in Flevoland
- Lijst van Joodse begraafplaatsen in Friesland
- Lijst van Joodse begraafplaatsen in Gelderland
- Lijst van Joodse begraafplaatsen in Groningen (provincie)
- Lijst van Joodse begraafplaatsen in Limburg (Nederland)
- Lijst van Joodse begraafplaatsen in Noord-Brabant
- Lijst van Joodse begraafplaatsen in Noord-Holland
- Lijst van Joodse begraafplaatsen in Overijssel
- Lijst van Joodse begraafplaatsen in Utrecht (provincie)
- Lijst van Joodse begraafplaatsen in Zeeland
- Lijst van Joodse begraafplaatsen in Zuid-Holland

## In verschillende steden
- Joodse begraafplaatsen (Amsterdam)
- Joodse begraafplaatsen (Arnhem)
- Joodse begraafplaatsen (Den Ham)
- Joodse begraafplaatsen (Eindhoven)
- Joodse begraafplaatsen (Groningen)
- Joodse begraafplaatsen (Hardenberg)
- Joodse begraafplaatsen (Heerlen)
- Joodse begraafplaatsen (Hoogeveen)
- Joodse begraafplaatsen (Loppersum)
- Joodse begraafplaatsen (Middelburg)
- Joodse begraafplaatsen (Putte)
- Joodse begraafplaatsen (Rotterdam)
- Joodse begraafplaatsen (Sneek)
- Joodse begraafplaatsen (Valkenburg)
- Joodse begraafplaatsen (Vlissingen)
- Joodse begraafplaatsen (Venlo)
- Joodse begraafplaatsen (Vlagtwedde)
- Joodse begraafplaatsen (Wageningen)
- Joodse begraafplaatsen (Winterswijk)
- Joodse begraafplaatsen (Zaltbommel)